# 大潭山隧道
大潭山隧道（葡萄牙語：Túnel da Colina de Taipa Grande）是澳門一條規劃中的行車隧道，位於氹仔澳門國際機場機場圓形地至北安工業區北安大馬路之間，同時作為澳門大橋離島區連接通道之一。

## 背景及構思

### 首次提出
2009年6月12日，澳門特區政府運輸工務範疇跨部門於交通事務局舉行 第二季交通運輸聯合新聞發佈會。交通事務局局長汪雲宣佈，為配合路氹城區持續發展，及《珠江三角洲地區改革發展規劃綱要》的落實，計劃開闢一條橫跨大潭山的行車隧道及九澳隧道，方便駕駛者往返澳門半島及路氹城外，同時減低澳門國際機場周邊道路及氹仔島一帶的交通負擔。政府當時指出，由於機場圓形地與友誼大橋被大潭山所相隔，開闢行車隧道減輕交通負擔和縮短行車時間。

### 崔世安政府第一任期
2010年3月31日，澳門立法會舉行運輸工務範疇施政辯論，當中在重點中其中包括興建該隧道及九澳隧道，配合路氹一帶長遠未來的發展。
2011年3月30日，澳門特區政府修改五幅位於氹仔偉龍馬路與雞頸馬路的土地批給（即現時已被收回用地的御海·南灣項目），政府要求承批人當中包括預留6米以下的地下空間用作興建該隧道。
2012年4月16日，政府公佈氹仔交通規劃及措施，當中計劃建造該隧道的同時，連接澳門大橋以及新城A區主幹道及路氹城道路網，分流澳門國際機場及北安一帶的交通負擔。

### 崔世安政府第二任期
2017年4月5日，澳門城市規劃委員會討論偉龍馬路公共房屋項目規劃條件圖草案介紹中，時任土地工務運輸局副局長張潤民指，公屋項目地段將預留土地供該隧道在地底通過，並指該隧道的出入口將會位處於機場大馬路，車輛毋須在偉龍馬路進入隧道，將來的交通影響評估將會提及該隧道對偉龍馬路交通的影響。
2019年2月28日，建設發展辦公室就「澳氹第四條跨海大橋設計連建造工程」的預先評定資格之限制招標進行開標工作。其中在規劃工作上預留一條對接高架橋連接該隧道。

### 賀一誠政府時期
2021年2月5日，政府正式啟動該隧道初步設計。運輸工務司司長羅立文坦言是一個大、難、複雜的項目，難有時間表。羅立文直指偉龍公屋項目新方案為該隧道「讓路」，但他指不望在隧道出口兩旁興建住宅樓宇，不然未來居住在那裡的人不舒服，而隧道出口引橋工程亦要「不舒服」地施工。建設發展辦公室主任林煒浩指，項目在該年起啟動初步設計，完成後就啟動設計連建造的招標。按現時偉龍公屋項目規模估算，遠期的第二和第三期發展，必須要有該隧道才能疏導到增加的交通流量，當局會加緊推進。
2021年12月16日，交通高等委員會的道路工程協調小組發布2022年度道路工程計劃。當中該隧道及連接線建造工程計劃在2022年第四季動工，預計2026年第二季完工。但當中還在設計中未有最終定案。
2021年12月20日，運輸工務司司長羅立文表示，該隧道工程當時仍在進行初步設計階段。
2022年5月24日，交通事務局局長林衍新在《澳門陸路整體交通運輸規劃（2021-2030）》公開咨詢記者會上表示，公共建設局正在對該隧道進行規劃，屆時車流不需再經機場，或通過隧道立體交通，可疏散該區交通，對離島交通有重大利好作用。
2022年8月29日，澳氹第四條跨海大橋當時建設進度達40%左右，於新城E1區預留連接線往返該隧道，並指相關項目工程將會適時動工。
2023年11月29日，公共建設局表示大潭山隧道工程將於2024年啟動。
2024年3月，澳門大橋全橋合攏，公共建設局表示已預留一條高架橋連接該隧道，相關環評工作基本完成，項目處於初步設計，短期內將招標。

## 規劃及建設

### 招標過程
2024年5月29日，公共建設局開展「大潭山隧道及其連接線設計連建造工程 - 隧道及南連接線」預先評定資格的限制招標。工程主要包括建造大潭山隧道段、南連接線及其北端出入口，隧道段全長約600米，為雙向四車道的穿山隧道，穿越大潭山，最長設計連施工期超過三年。
2024年10月9日，運輸工務司司長批示，承批公司聲明捨棄氹仔北安填海區Q1地段即兩幅地塊，面積共1,293平方米，土地將用作澳門大橋延長路段，有關地塊歸還予國家公產，行政當局就宣告收回地塊的意向通知承批公司後，承批公司聲明捨棄地塊。
2024年10月23日，北連接線設計連建造工程公開招標，同年12月11日截標，工期最長為600個工作天。北連接線工程將建造行車天橋連接澳門大橋及隧道北側出入口，全長約890米，為雙向四車道設計。
2024年12月12日，大潭山隧道及其連接線設計連建造工程 – 北連接線工程進行公開開標，共收到11份標書。經開標程序後，全部標書被接納。工程造價介乎4億1千3百萬澳門元至4億3千8百萬澳門元，施工期均為540工作天。
2025年3月，北連接線建造工程經已判給，造價為4.255億元，工期為540個工作天，承建商為「振耀－德發－新建設合作經營」。
2025年4月，南連接線工程由上海隧道工程澳門分公司聯同三友建築置業投得判給，中標價為10.8883億元，連同北連接線工程整個項目造價超過15億元。

## 設計
大潭山隧道由北連接線、北端或南端出入口、隧道段及南連接線所組成。北連接線將建造行車天橋連接澳門大橋及隧道北側出入口，全長約890米，為雙向四車道設計；擬建行車天橋需橫越北安多處交通要道及經過澳門輕軌氹仔線上方，最高處距離地面約23米；隧道段全長約600米，為雙向四車道的穿山隧道，穿越大潭山；南連接線全長約400米，分別連接至偉龍馬路和機場大馬路，而北端出入口段約160米至信安馬路止。

## 規劃期間相關反應及爭議

### 2010年代
2011年4月11日，時任土地工務運輸局局長賈利安表示，大潭山近偉龍馬路的私人住宅項目沒有改變用途，當中已要求發展商，為大潭山未來興建隧道預留空間，但位置和尺吋，需由政府提供資料再作決定。他認為，若市民有懷疑，可到工務局網上番查有關會議紀錄。
2011年8月22日，時任澳門立法會民主派直選議員吳國昌冀政府在興建該隧道要盡快推出諮詢方案，並拿出項目中的的環保設施與設想作諮詢，不要再停留在空對空的構思諮詢。吳國昌認為，政府過去的諮詢部份只是空對空的政策或構思，有時候諮詢更扭曲數據，引來反效果。故此，若興建大潭山隧道落實，希望能盡快推出實際的諮詢方案，並且要拿出項目中的的環保設施與設想作諮詢，讓諮詢在正規、公正的情況下諮詢，最重要還是諮詢要有實際性，針對項目進行細化諮詢，不再是空對空的諮詢。
而該隧道的興建對環境造成一定的影響，時任環境保護局局長張紹基沒有明確的答覆，被外界批評是「唱慢板」。他指出，在完成制定環評制度前，環保局聯同其他相關部門，如工務部門或過去其他制度，來保障城市發展和環境保護，如：水、空氣、噪音等都有其他相關措施和指引。
2012年9月，澳門生態學會、九澳聖若瑟學校、澳門環保學生聯會聯合拜訪建設發展辦公室，就九澳隧道興建和規劃提出意見和建議，其中澳門環保學生聯會會長何偉添指，除做好有關環評評估和報告外，以及做好該隧道在規劃及興建上的環境影響進行評估工作，並且必須做到公開透明才擁有相關公信力。

## 外部連結
- 公共建設局-大潭山隧道工程 （页面存档备份，存于）
- 公共建設局-大潭山隧道及其連接線設計連建造工程 - 北連接線 （页面存档备份，存于）
- 大潭山隧道及其連接線設計連建造工程 - 隧道及南連接線 （页面存档备份，存于）